# Projeto HATNet
O projeto Hungarian Automated Telescope Network (HATNet) é uma rede de seis pequenos telescópios "HAT" totalmente automatizados. O objetivo científico do projeto é detectar e caracterizar os planetas extrassolares, usando o método de trânsito. Essa rede é usada também para encontrar e seguir estrelas variáveis brilhantes. A rede é mantida pelo Harvard-Smithsonian Center for Astrophysics.
O acrônimo HAT Hungarian-made Automated Telescope, porque ele foi desenvolvido por um pequeno grupo de húngaros que se conheceram através da Associação Astronômica Húngara. O projeto começou em 1999 e está plenamente operacional desde maio de 2001.